# Punch e Jewelee
Punch e Jewelee sono super criminali dell'Universo DC. Originariamente si batterono contro Capitan Atomo e Nightshade per poi unirsi alla Suicide Squad.

## Storia editoriale
Punch e Jewelee comparvero per la prima volta in Captain Atom n. 85 e furono creati da Steve Ditko. La loro prima comparsa post-Crisi nell'Universo DC fu in Secret Origins n. 28.

## Biografie dei personaggi
Il duo noto come Punch e Jewelee è considerato come la coppia di criminali più ridicoli attivi oggi dalla maggior parte dei super eroi. Molte persone li considerano dei pagliacci e non li prende sul serio, ma screditarli è un errore, dato che sono individui completamente amorali che agiscono più per capriccio che per altri motivi. Questo li rende piuttosto imprevedibili e pericolosi.
La coppia crebbe unita a Brooklyn ed entrò nel mondo delle marionette esibendosi a Coney Island, al chiaro di luna come ladri. Un giorno, trovarono una piccola scatola contenente armi aliene lasciate indietro da alieni incuranti. Impararono in fretta ad utilizzare queste armi, e dato che erano sempre stati burattinai, decisero di adattare i personaggi di Punch e Judy alle loro persone. Rinominandosi Punch e Jewelee, cominciarono una breve carriera criminale lungo la costa orientale.
Nelle storie originali precedenti alla Crisi sulle Terre Infinite, il duo si batté contro Nightshade e Capitan Atomo. Dopo la Crisi, il nuovo partner di Nightshade non fu più Capitan Atomo, ma King Faraday.

### Suicide Squad
Punch e Jewelee furono visti a Washington, dove si fecero vedere ad una dimostrazione scientifica con i loro bambini (sesso e nomi sconosciuti) e giurarono al pubblico che erano cambiati, anche se cercarono lo stesso di rubare un giubbotto di campo di forza sperimentale per la loro prole. Il giubbotto fallì, e Punch rimase ferito in un incidente poco dopo, riportando la propria famiglia nella loro casa suburbana. Punch, Jewelee, e i loro bambini, ora risiedettero da qualche parte nel Centro America.
Furono parte della "Notte dei 1000 Ladri" in cui migliaia di criminali attaccarono Metropolis la vigilia di Natale. Quando Superman li fermò, si lamentarono del fatto che senza i gioielli che avevano rubato, i loro figli sarebbero stati costretti ad andare alla "scuola pubblica".
Più avanti risposero ad un annuncio per super eroi che aiutassero a sorvegliare il Progetto Cadmus in assenza di Superboy, mascherandosi da Hawk e Dove. Qui dovettero affrontare l'allora riformato Heat Wave.

### Un Anno Dopo
Un anno dopo, Punch e Jewelee furono visti rubare dipinti da un museo d'arte. Furono fermati da Manhunter e Obsidian.
Successivamente, in Checkmate n. 6, furono contattati da Mirror Master per riformare la Suicide Squad come parte di un piano per screditare Amanda Waller. Si allearono con altri eroi, come l'Uomo Tatuato, Javelin, e Plastique. Tutti erano preoccupati che la Società segreta dei super criminali, al momento un gruppo di protezione, potesse aver sentito delle loro operazioni non autorizzate e quindi interferire. Nonostante ciò, viaggiarono attraverso gli specchi fino a Myanmar, per catturare una fonte d'energia senziente. Punch fu colpito dai proiettili delle guardie pochi attimi dopo. Si scoprì più avanti che per alzare il proprio status all'interno della Società, l'Uomo Tatuato aveva passato loro queste informazioni e così la Società avvertì le guardie. Per vendicarsi, Mirror Master tramutò l'Uomo Tatuato in vetro. Mentre tutti gli altri discutevano il da farsi, Jewelee mandò in frantumi l'Uomo Tatuato.
Jewelee fu successivamente vista nel Wedding Special di Justice League of America dove la si vide come membro della Injustice League Unlimited. Comparve poi in Salvation Run.
Durante gli eventi di La notte più profonda, il cadavere di Punch fu rianimato come membro del Corpo delle Lanterne Nere insieme a numerosi altri membri caduti della Suicide Squad. Ci si riferì a lui con il nome di "Clyde Phillips".
Jewelee comparve al pigiama party di Harley Quinn nel n. 3 del fumetto dedicato alla spalla di Joker. Le parlò di Punch, del suo bambino, e della Suicide Squad a Poison Ivy e Harley.

### DC Rinascita
Nella continuità post-Flashpoint, Jewelee comparve come ospite del Manicomio di Arkham, rimasta in stato catatonico da quando Punch scomparve due anni prima. Quando Batman e il Commissario Gordon giunsero a reclutarla come parte della nuova Suicide Squad di Batman, fu rivelato che Punch aveva di fatto catturato il Commissario e rubato la sua identità. Batman rivelò che Punch era stato tenuto prigioniero di Bane per due anni, e che gli offrì una possibilità di unirsi alla Squad per aiutarli ad infiltrarsi a Santa Prisca.

## Poteri e abilità
Punch indossa degli stivali che gli permettono di camminare in aria, usando grosso modo lo stesso principio delle scarpe d'aria di Trickster. Porta con sé un'arma aliena che genera "stringhe pungenti", vari colpi di luce che possono causare danni al corpo o controllare le azioni altrui. Punch usa questa pistola come un burattinaio, per manipolare le sue vittime. Quest'arma ha una fonte di energia inesauribile.
Jewelee porta con sé un set di gioielli che contengono diverse proprietà. Una è una "gemma ipnotica" che può creare illusioni convincenti ed effetti di luce. Un altro gioiello è in grado di generare energia per colpi energetici.
Né Punch né Jewelee usano pugni o calci in combattimento, preferendo le loro armi o "oggetti di scena" a portata da mano per pericolosi combattimenti lampo.

## In altri media

### Televisione
- Punch e Jewelee comparvero nell'episodio "La minaccia del cavernicolo" della serie animata Batman: The Brave and the Bold. Fecero un tentativo di rapinare una banca, per poi essere fermati da Batman. Booster Gold e Skeets arrivarono più tardi e diede loro la sua carta.

### Film
- Punch e Jewelee comparvero nel film animato Suicide Squad - Un inferno da scontare, doppiati in originale dagli attori Trevor Devall e Julie Nathanson. Comparvero all'inizio del film come membri dell programma Task Force X di Amanda Waller, insieme a Deadshot e al Conte Vertigo. Dopo il compimento della missione, che comprese il ritrovamento di un flash drive contenente informazioni trapelate da parte di Tobias Whale, ci fu un tradimento: Vertigo attaccò Deadshot e Jewelee uccise Punch, rivelando che stava lavorando con Vertigo. Tuttavia, la Waller sorvegliò la conversazione attraverso i comunicatori audio di Deadshot e attivò il dispositivo che fece saltare in aria la testa di Vertigo. Jewelee, in lacrime, pregò Deadshot di non lasciare che la Waller le facesse saltare la testa, prima che questi le sparasse risparmiandole una morte molto più dolorosa.
- In un'intervista il regista James Gunn ha rivelato di aver considerato Punch e Jewelee come possibili personaggi del suo film The Suicide Squad - Missione suicida.